# 一条道香
一条 道香（いちじょう みちよし）は、江戸時代の公卿。号は得成寺。藤氏長者。

## 略歴
- 享保7年（1722年）に出生。
- 享保15年（1730年）9月21日に従三位叙。
- 元文3年（1738年）に内大臣・右大臣（1738年 - 1745年）となる。
- 寛保3年（1743年）12月28日に従一位叙。
- 延享2年（1745年）に左大臣（1745年 - 1748年）となる。
- 延享3年（1746年）に関白（1746年 - 1747年）となる。
- 延享4年（1747年）に摂政（1746年 - 1755年）となる。
- 宝暦5年（1755年）に関白（1755年 - 1757年）に再任される。
- 明和6年（1769年）9月4日に准后を賜る。翌日、薨去。

## 系譜
- 正室：池田静子 - 池田継政養女、池田政純三女
  - 長女：溢子（八代君）[注釈 2] - 徳川治保御簾中
- 家女房：香蓮院
  - 三男：一条輝良
- 生母不詳
  - 長男：三千君（早世）
  - 次女：幸君（早世）
  - 三女（早世）
  - 次男（早世）
  - 四女（早世）
  - 五女：真君 - 久我信通室
  - 四男：教君（早世）